# 윈도우 8의 새로운 기능
윈도우 8은 네이티브 USB 3.0 지원, 마이크로소프트 계정 통합, 윈도우 스토어, USB 플래시 드라이브로부터 실행할 수 있는 기능인 윈도우 투 고, 더 쉬워진 시스템 복원 옵션과 같은 몇 가지 새로운 기능이 포함된다.

## 개발 플랫폼

### 언어 및 표준 지원
윈도우 8은 새로운 개발자 플랫폼을 소유하고 있다. 마이크로소프트 부사장 줄리 라슨 그린(Julie Larson-Green)은 이를 "새로운 개발자 플랫폼으로 ... HTML5와 자바스크립트에 기반을 둡니다."라고 언급하였다. 윈도우 8용으로 개발되는 새로운 응용 프로그램들은 쉽게 메트로 스타일의 응용 프로그램으로서 포팅할 수 있고 개발자들은 기존의 윈도 응용 프로그램 개발 언어를 메트로 스타일의 응용 프로그램으로 (약간의 코드를 추가하여) 포팅할 수 있다. 이는 윈도 플랫폼에 이루어진 구조적 변화 때문에 가능한 것이다. C#, MFC, HTML5/자바스크립트를 이용하여 개발된 응용 프로그램들은 모두 윈도 커널 위에 직접 안착하는 WinRT API로 번역된다. 새로운 응용 프로그램들은 전체 화면으로 실행되지만 "스냅"을 이용하면 화면 가장자리에 표시할 수도 있다.
새로운 플랫폼은 주로 16:9 화면 해상도에 맞추어 설계되었으며, 1366x768 이상의 화면에 두 개의 윈도우 8 메트로 스타일의 응용 프로그램들을 "스냅"하여 보여줄 수 있다. 1024x768 해상도의 화면은 전체 화면에 하나의 응용 프로그램을 표시할 수 있으며 1024x600 해상도의 화면에서는 전통적인 데스크톱 응용 프로그램들만 이용할 수 있다.
윈도우 8은 윈도우 8 장치에 대하여 근거리 무선 통신 (NFC) 지원 API를 도입하고 있는데, NFC를 통해서 장치 간 정보 공유와 URL 및 응용 프로그램과 같은 기능을 허용한다.

## 장치 지원

### USB 3.0
윈도우 8은 더 나은 전원 관리와 더 긴 배터리 수명을 위하여 USB 3.0 지원을 기본 내장하고 있다.

## 새로운 아키텍처 지원
윈도우 8은 ARM 기반 시스템을 포함한 시스템 온 칩(SoC) 아키텍처를 지원한다. x86 아키텍처에서는 인텔과 AMD가 윈도를 지원하는 저전력 SoC 디자인을 지속적으로 구축하고 있다.

## 새로운 키
윈도우 8에 새로 도입된 키들은 다음과 같다.
- ⊞ Win+C: 참(cham) 및 시계를 표시
- ⊞ Win+S: 검색 참을 열기
- ⊞ Win+I: 설정 참을 열기
- ⊞ Win+K: 장치 참을 열기
- ⊞ Win+H: 공유 참을 열기
- ⊞ Win+W: 설정을 선택한 상태로 검색 참을 열기
- ⊞ Win+F: 파일을 선택한 상태로 검색 참을 열기
- ⊞ Win+Q: 앱을 선택한 상태로 검색 참을 열기
- ⊞ Win+스페이스바: 언어 또는 입력 방법을 전환(여러 언어 또는 입력이 사용하도록 설정된 경우).
- ⊞ Win+Z: 현재 앱에 대한 명령 또는 옵션을 열기(앱에 정의된 명령이나 옵션이 있는 경우).
- ⊞ Win+↵ Enter: 내레이터를 열기
- ⊞ Win+V: 화면의 알림을 순환
- ⊞ Win+Page Up: 다중 모니터 설정에서 시작 화면을 왼쪽 모니터로 이동
- ⊞ Win+Page Down: 다중 모니터 설정에서 시작 화면을 오른쪽 모니터로 이동
- ⊞ Win+O: 화면 방향 잠금을 켜거나 끕니다(PC가 화면 방향을 검색할 수 있는 경우).
- ⊞ Win+`: 앱을 한쪽으로 스냅한 후에 이 키를 누르면 화면에서 앱 간에 포커스가 전환.
- ⊞ Win+.: 앱을 한쪽으로 스냅한 후에 이 키를 누르면 화면에서 분할선이 오른쪽으로 이동
- ⊞ Win+⇧ Shift+.: 앱을 한쪽으로 스냅한 후에 이 키를 누르면 화면에서 분할선이 왼쪽으로 이동
- ⊞ Win+Prt Sc: 현재 화면을 모두 캡처하여 사진 폴더 - 스크린샷 폴더에 자동으로 저장

## 같이 보기
- 윈도우 서버 2012